# Rhipidolestes lii
Rhipidolestes lii là loài chuồn chuồn trong họ Megapodagrionidae. Loài này được Zhou mô tả khoa học đầu tiên năm 2003.